# 육현관
6현관(六現觀,
영어: six ways of clearly perceiving presently existent objects)은 대승불교의 유식유가행파에서 견도(見道)와 수도(修道)의 모두에서 현관(現觀) 즉 '무루혜로써 3계 전체에 걸쳐 진리를 지금 바로[直接] 보고 있는 상태'를 성취하는 방편으로 세운 다음의 6단계의 수행법을 말한다.
수행법 자체로는 유루혜로써 현관을 닦는 것과 무루혜로써 현관을 닦는 것이 모두 포함되어 있다. 각각의 현관에 대한 《유가사지론》의 설명에 따르면, 수행법으로서의 이들 현관은 특정한 1가지를 말하는 것이 아니며 거기에는 무한한 수행법들이 있다. 따라서 6현관은 '현관(現觀)' 즉 '진리를 바로[直接] 봄'의 관점에서 갖가지 수행법을 총괄하는 수행의 차제 즉 단계를 말하는 것이지, 특정한 6가지 수행법을 말하는 것이 아니다.
1. 사현관(思現觀): 사혜(思慧)에 의한 현관
2. 신현관(信現觀): 3보에 대한 믿음과 문혜(聞慧)로 더욱 밝아진 현관
3. 계현관(戒現觀): 무루계(無漏戒)로 더욱 밝아진 현관
4. 현관지제현관(現觀智諦現觀): 견도(見道)의 계위에서의 현관
5. 현관변지제현관(現觀邊智諦現觀): 수도(修道)의 계위에서의 현관
6. 구경현관(究竟現觀): 구경위(究竟位) 즉 불위(佛位)에서의 현관

## 6현관

### (1) 사현관
사현관(思現觀, 영어: thought observation)은 유루혜의 일종으로, 5수 가운데 희수(喜受)와 상응하는 사혜(思慧) 즉 사소성혜(思所成慧)로 모든 법[諸法]을 관찰하여 분별하는 것을 말한다. 이것은 산지(散地) 즉 욕계에서 일어나는, 유루혜에 의한 현관이다.

### (2) 신현관
신현관(信現觀, 산스크리트어: śraddhâbhisamaya, 영어: faith observation, faith and contemplation)은 불(佛) · 법(法) · 승(僧)의 3보(三寶)에 대한 유루 · 무루의 뛰어난 청정한 믿음으로 현관의 수행을 보조하여 그 상태가 물러나지 않게 하는 것을 말한다.

### (3) 계현관
계현관(戒現觀, 산스크리트어: śīla-abhisamaya, 영어: precepts observation, clear understanding of the precepts)은 무루계(無漏戒) 즉 무루율의(無漏律儀) 즉 도공계(道共戒)를 성취하여, 계(戒)를 범하는 상태를 야기할 수도 있는 번뇌 즉 잡염[垢穢]을 제거함으로써 현관이 더욱 밝아지게 하는 것을 말한다.

### (4) 현관지제현관
현관지제현관(現觀智諦現觀, 산스크리트어: abhisamaya-jñāna-satyābhisamaya, 영어: observation of the wisdom of reality, uncontaminated wisdom that observes the essence of suchness)은 비안립제(非安立諦), 즉 비안립진여(非安立眞如), 즉 이언진여(離言眞如), 즉 '언어의 길이 끊어진[言語道斷] 즉 말로 표현할 수 없는 진여의 본체'를 소연으로 하는 성혜(聖慧) 즉 무루혜와 이 무루혜와 함께 현행하는 보리분법(菩提分法)을 본질로 하는 현관이다. 달리 말하면, 비안립제(非安立諦)를 소연으로 하는 근본지(根本智)와 후득지(後得智) 등의 모든 무분별지(無分別智)를 말한다.

### (5) 현관변지제현관
현관변지제현관(現觀邊智諦現觀, 산스크리트어: abhisamayāntika-jñāna-satyābhisamaya, 영어: observation of extensive wisdom of reality)은 앞의 현관지제현관(現觀智諦現觀)에서 증득한 무루혜를 바탕으로 하는 현관 수행으로, 안립제(安立諦), 즉 안립진여(安立眞如), 즉 의언진여(依言眞如), 즉 '언어의 길이 끊어진[言語道斷] 즉 말로 표현할 수 없는 진여의 본체를 언어적 개념 체계를 빌려 표현한 진여'를 소연으로 하는 성혜(聖慧) 즉 무루혜와 이 무루혜와 함께 현행하는 보리분법(菩提分法)을 본질로 하는 현관이다. 달리 말하면, 현관지제현관(現觀智諦現觀)에서 증득한 무루혜를 바탕으로 깨우치는 갖가지 세간 · 출세간의 지혜[智]를 말한다. 즉, 현관지제현관(現觀智諦現觀)에서 증득한 무루혜를 바탕으로 갖가지 수행 · 교학 · 설법의 지혜[智] 즉 세속지(世俗智) · 법지(法智) · 유지(類智)를 성취하는 것을 말한다.

### (6) 구경현관
구경현관(究竟現觀, 산스크리트어: niṣṭhābhisamaya, 영어: final observation)은 사혹(思惑) 즉 수소단(修所斷)을 영원히 끊은 상태인 진지(盡智) · 무생지(無生智)와 이 무루혜들과 함께 현행하는 보리분법(菩提分法)을 본질로 하는 현관이다. 구경위(究竟位) 즉 불위(佛位)에서의 모든 지혜[智]를 말한다.

## 같이 보기
- 6행관
- 반야
- 불교 용어 목록/심#십지(十智)
- 뢰야3위
- 보살 수행계위
- 고법지인
- 견혹
- 수혹
- 98수면

## 참고 문헌
- 곽철환 (2003). 《시공 불교사전》. 시공사 / 네이버 지식백과. |title=에 외부 링크가 있음 (도움말)
- 운허. 《불교 사전》. 동국역경원 편집. 2016년 3월 6일에 원본 문서에서 보존된 문서. 2013년 4월 25일에 확인함.
- (영어) DDB. 《Digital Dictionary of Buddhism (電子佛教辭典)》. Edited by A. Charles Muller. |title=에 외부 링크가 있음 (도움말)
- (중국어) 佛門網. 《佛學辭典(불학사전)》. |title=에 외부 링크가 있음 (도움말)
- (중국어) 星雲. 《佛光大辭典(불광대사전)》 3판. |title=에 외부 링크가 있음 (도움말)